# ポライト・ソサエティ
『ポライト・ソサエティ』（Polite Society）は、2023年のイギリスの武術アクションコメディ映画。
監督および脚本はニダ・マンズール（長編映画としては初監督作）。出演者はプリヤ・カンサラ、リトゥ・アリヤ、ニムラ・ブチャ、アクシャイ・カンナ、セラフィーナ・ベー、エラ・ブルッコレリ、ショナ・ババエミなど。
10代の少女リア・カーンは、夢を諦め結婚しようと決意した姉のリーナを救うために奔走する。
本作は2023年1月21日にサンダンス映画祭でワールドプレミア上映され、イギリスとアメリカでは2023年4月28日にフォーカス・フィーチャーズによって公開された。
映画は批評家からは賞賛を集めたが、興行的には惨敗した。
日本では、2024年8月23日にトランスフォーマーによって全国公開された。

## ストーリー
ロンドンに暮らすパキスタン系イギリス人のティーンエイジャー、リア・カーンは、憧れのユーニス・ハサートのような映画のスタント・パフォーマーを目指している。アルター・エゴの 「怒りの権化 」（the Fury）のもと、リアは姉のリーナの助けを借りつつ、武術トレーニングの動画を作成しては自分の動画配信チャンネルに投稿している。リーナは美術学校を中退し、愛情はあるものの伝統的な価値観をもつ両親、ファティマとレイフの暮らす実家に戻ってきている。両親はリアに夢を諦めさせようとしている。
学校では、リアは友人のクララとアルバとは切っても切れない仲だが、彼女たちを嫌う教師は、スタント・ ウーマンを目指すのはやめてもっと「まともな」職業に就くよう彼女に勧める。ユーニスに送った武術指導を頼みこむメールには音沙汰がなく、その上学校のいじめっ子コヴァックスとの喧嘩では特訓中の540キック（空中後ろ回し蹴り）に失敗して、完敗してしまう。カーン一家は、母ファティマが参加しているパキスタン人のママ友社交サークルのまとめ役であるラヒーラから、豪邸でのイード（祝祭）の夜会に招待される。リアは、このパーティーが遺伝子学者として成功したラヒーラの息子サリムにふさわしい相手を見つけるために用意されたものだと気づくが、デートに応じようとするリーナを止めることはできない。
リアは愕然とするが、リーナはサリムに魅了され、数週間のデートの後、彼と結婚してシンガポールに引っ越すことに同意する。芸術家としてのキャリアを捨てるというリーナの選択を認められないリアのかたくなな態度は、姉妹の仲を引き裂いてしまう。姉の婚約にはもっと邪な理由があるに違いないと確信したリアは、クララとアルバに協力してもらい、サリムをスパイする。ジムでサリムのノートパソコンを盗むという手の込んだ計画を練り、リアがサリムの気をそらしている隙に友人たちはパソコンをハッキングすることに成功するが、犯罪絡みのものは何も見つからない。
リアはリーナの交際を妨害しようと必死になるあまり、友人たちに当たり散らした上に、サリムの寝室に侵入して使用済みコンドームを仕掛けるという暴挙に及んでしまう。捕まって家族とラヒーラたちの面前に突き出されたリアは、サリムが美女と一緒に写っている、寝室で発見した２ショット写真を彼に突きつけるが、サリムはその女性が出産のときに亡くなった彼の最初の妻フーダだと明かす。怒り心頭のリーナはリアを非難して、自分が結婚についての考えを変えるなどという妄想はあきらめるように言う。
姉と仲違いし、友人からも無視された失意のリアは、武術を断念する。リアはラヒーラを邸に訪ねて謝罪するが、彼女のエステに引っぱりこまれる。そこで本性をあらわしたラヒーラは、皮膚に塗りつけた脱毛ワックスを強引に引き剥がすという拷問をリアに加える。ラヒーラの手先のエステティシャンたちを戦闘の末撃退したリアは、邸の秘密の研究室に偶然逃げこみ、イードの夜会に参加した花嫁候補の女性全員が密かにスキャンされ、テストされたこと、そしてリーナが生殖能力と強い子宮のために選ばれたことを知る。
家に逃げ帰ったリアは家族を説得しようとするが、相手にされない。彼女はクララとアルバに声をかけて、一緒に計画を練り、コヴァックスを説得してリーナを救出するために結婚式に車で向かわせる。リアが華やかなフィルミ（ボリウッドスタイル）のダンス（Maar Dala）で招待客の気をそらしている間に、ウェイターに変装したクララとアルバはリーナの待合室のドアの前にいる武装警備員の目をすり抜ける。ふたりはクロロホルムを嗅がせて気絶させたリーナを、お茶と軽食を載せたワゴンの下に隠すが、リアを捕らえたラヒーラは、サリムと共謀して自分のクローンをリーナに孕ませる計画だと明らかにする。
ラヒーラに脅迫されてリーナを返すことを余儀なくされた友人たちは、結婚式が始まると待合室に閉じこめられるが、コヴァックスが助けに来て警備員を制圧する。リアがラヒーラに警備員から奪った銃を突きつけ、ラヒーラの計画を暴露すると、リーナもサリムに薬を盛られて検査されたことを思い出す。サリムは最初の妻が母親のクローンを身ごもって死んだことを認める。ラヒーラは銃を奪うが、ファティマに取り返される。リアの家族と友人たちは客とラヒーラのスタッフを撃退する。
リーナがサリムを取り押さえ、リアはついにマスターした540キックでラヒーラを倒す。リーナと和解したリアは、ついにユーニスから励ましのメールを受け取り、姉妹は祝杯をあげる。

## 登場人物・キャスト
リア・カーン
演 - プリヤ・カンサラ、声 - 杉山里穂
スタントウーマンを夢見る10代の武術愛好家。
リーナ・カーン
演 - リトゥ・アリヤ、声 - 森なな子
リアの姉。
ラヒーラ・シャー
演 - ニムラ・ブチャ、声 - 伊沢磨紀
リーナとサリムの仲を取りもつファティマの家族ぐるみの友人。
サリム・シャー
演 - アクシャイ・カンナ、声 - 赤坂柾之
ラヒーラの息子で、リーナの婚約者。
クララ
演 - セラフィーナ・ベー、声 - 東内マリ子
リアの友人。
アルバ
演 - エラ・ブルッコレリ、声 - 小若和郁那
リアの友人。
コヴァックス
演 - ショナ・ババエミ、声 - 金田愛
リアのいじめっ子。
ファティマ・カーン
演 - ショーブ・カプール、声 - きそひろこ
リアとリーナの母。
レイフ・カーン
演 - ジェフ・ミルザ、声 - 野坂尚也
リアとリーナの父。
ユーニス・ハサート
演 - 本人（声の出演／写真）
リアの憧れのスタントウーマン
スペンス先生
演 - ジェニー・ファンネル、声 - 阿部彬名
ジェザ
演 - ティア・ダット、声 - 國府咲月
道場の先生
演 - ライアン・ラコヒー、声 - 草野峻平
ウェイター長
演 - ジェームス・マクニコラス、声 - 石狩勇気

## スタッフ
- スタント・コーディネーター：クリスピン・レイフィールド
- ファイト・コーディネーター：ロブ・ロック
- マーシャルアーツ・アシスタント：アダム・リース・ウィリアムズ

## 製作
2022年1月、ロンドンで私立教育を受けたパキスタン系イギリス人の姉妹を主人公にしたフェミニスト武術アクション／コメディ映画をニダ・マンズール監督が制作中であることが明らかになった。この映画は、ワーキング・タイトル・フィルムズ、フォーカス・フィーチャーズ、パークヴィル・ピクチャーズによるもので、マンズール監督がブレイクし、BAFTA、ピーボディ賞、ローズドール賞を受賞したシットコムシリーズ『絶叫パンクス レディパーツ！』に似たトーンを持っている 。
2022年2月、ロンドンでの撮影が終了したことが発表された。製作はワーキング・タイトルのティム・ビーヴァンとエリック・フェルナー、パークヴィル・ピクチャーズのオリヴィエ・ケンプファーとジョン・ポーコック。フォーカス・フィーチャーズが配給権を持つ。
タイトルカード、クレジット、チャプター見出し、格闘シークエンス紹介のタイポグラフィーおよびグラフィックデザインはピーター・アンダーソン・スタジオ（Peter Anderson Studio）にデザインされた。

### ジャンルと影響
『ポライト・ソサエティ』の構成は全体を通して特定のジャンルに縛られているわけではないが、マンズールはその一部を 「陽気なカンフー・ボリウッド叙事詩」と表現している 。マンズールはまた、マカロニ・ウエスタン、『イヴの総て』、香港のカンフー映画、ユエン・ウーピンの作品、『マトリックス』からもヒントを得ている。 その他の影響としては、2002年版の『デーヴダース』（リアは結婚式でMaar Dalaを踊る）、ジェーン・オースティンの小説、ジャッキー・チェン、アイシュワリヤー・ラーイ・バッチャン、『ゲット・アウト』、『キル・ビル』（クエンティン・タランティーノ）、ミーラー・ナーイル、ディーパ・メータ、『Fカップの憂うつ』などがある。

## 公開
本作は、2023年1月21日に2023年サンダンス映画祭で、2023年3月12日に2023年グラスゴー映画祭で公開され 、2023年4月28日にイギリスとアメリカで公開された。日本では2024年8月23日に公開された。

## 評価
映画批評家のレビュー集積サイトのRotten Tomatoesでは、158のレビューに基づく支持率は91％で、平均評価は7.3/10。同サイトの批評家のコンセンサスは、「『ポライト・ソサエティ』は、ジャンルのエチケット本を窓から投げ飛ばし、キックし、パンチすることで、ボリウッドの華麗さとイギリスの軽妙さを融合させた楽しい映画を提供している」と書かれている。Metacriticでは、32人の批評家による加重平均スコアは100点満点中75点で、「概ね好意的な評価」を示している。

## 受賞
マンズールは2023年英国インディペンデント映画賞の最優秀デビュー脚本家部門で受賞した 。また、ブレイクスルー・パフォーマンス部門にプリヤ・カンサラ、最優秀助演賞にリトゥ・アリヤ、最優秀ヘアメイク賞にクレア・カーター、最優秀エフェクト賞にパディ・イーソンがノミネートされた。

## 使用楽曲
- The Bombay Royale「You Me Bullets Love」
- The Shirelles「Mama Said」
- THE CHEMICAL BROTHERS「Free Yourself」
- Mohammed Rafi, R.D. Burman「Gulabi Ankhen」
- Dope Saint Jude「Didn't Come to Play」
- The Bombay Royale「Monkey Fight Snake」
- 浅川マキ「ちっちゃな時から」
- Phalon Alexander, Christopher Bridges, Nathaniel Hale, Billy Nichols「Area Codes」
- Kavita Krishnamurthy, KK「Maar Dala」
- Karen O, Danger Mouse「Redeemer」
- KSHMR 「Blood In The Water」
- X-ray Spex「Identity」